# ポート・ディクソン
ポート・ディクソン(Port Dickson)は、マレーシアヌグリ・スンビラン州の都市でクアラ・ルンプール近郊のリゾート地。英国統治時代は、小さな港町であった。クアラ・ルンプールから比較的近いため、週末には家族連れなどの客でビーチリゾートは混み合う。

## 交通

### バス
- 高速バスターミナル
  - スレンバン行きがある。
  - 各ビーチへはバスあるいはタクシーを利用する。

### 港湾
- 対岸のスマトラ島（インドネシア）に渡る船が発着している。